# Stützbeutler
Der Stützbeutler (Chaeropus ecaudatus) ist eine ausgestorbene Beutelsäugerart aus der Gattung der Schweinsfuß-Nasenbeutler (Chaeropus), die mit zwei Unterarten im südwestlichen und südöstlichen Australien vorkam. Die Nominatform, Chaeropus ecaudatus ecaudatus lebte in den Trockenzonen des westlichen New South Wales, des nördlichen Victoria und des südöstlichen South Australia und Chaeropus ecaudatus occidentalis kam im südlichen und westlichen Western Australia vor. Die ursprünglich Chaeropus ecaudatus zugerechneten Schweinsfuß-Nasenbeutler im Innern Australiens sind im Jahr 2019 unter der Bezeichnung Chaeropus yirratji als eigenständige Art beschrieben worden. Der Stützbeutler ist nach der Besiedelung Australiens durch Europäer ausgestorben. Das letzte in einer Sammlung hinterlegte Exemplar wurde im Jahr 1900 in Victoria gesammelt. Nach Berichten von Aborigines verschwanden die Tiere zwischen 1920 und 1930.

## Merkmale

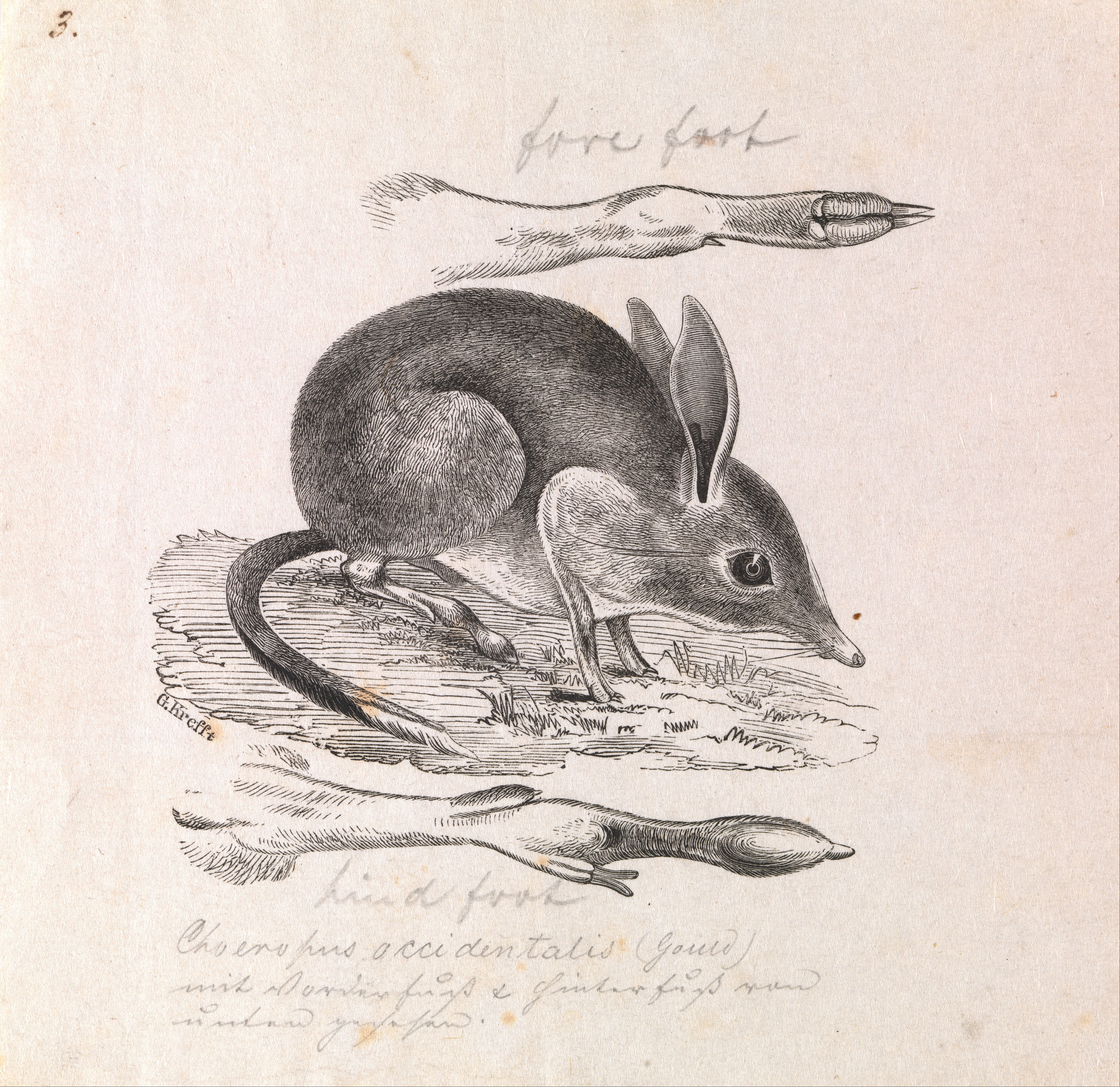
Zeichnung von Gerard Krefft mit einem Vorderfuß (oben) und einem Hinterfuß (unten)

Der Stützbeutler hat eine Kopfrumpflänge von 23 bis 26 cm, eine Hinterfußlänge von 60 bis 69,5 mm und einen 7,5 bis 11,9 cm langen Schwanz. Das Rückenfell ist kastanienbraun und wird zu den Seiten hin zunehmend ockerfarben. Der Kopf ist rund mit einer kurzen, zugespitzten Schnauze. Die Ohren sind 50 bis 60 mm lang und am Ende spitzt. Die Vorderbeine sind kürzer als die Hinterbeine. Am Vorderfuß sind die zweite und dritte Zehe gut entwickelt. Die vierte Zehe ist klauenlos und reduziert. Sie liegt hinter der zweiten und dritten Zehe. Die erste und die fünfte Zehe sind nicht vorhanden. Das Trittsiegel des Vorderfuß ist oval. Am Hinterfuß ist nur die vierte Zehe kräftig ausgebildet und berührte beim Laufen als einzige Zehe den Boden. Die erste Zehe ist nicht vorhanden und die zweite, dritte und fünfte Zehe sind reduziert und befinden sich weit hinter der vierten Zehe. Der Schwanz ist kürzer als die Kopfrumpflänge und trägt auf der Ober- und Unterseite jeweils einen Haarkamm.
Chaeropus ecaudatus ecaudatus hat ein beiges Bauchfell, das von C. e. occidentalis ist grau. Die Ohren von C. e. ecaudatus sind 50 bis 56 mm lang und damit kürzer als die 60 cm hohen Ohren von C. e. occidentalis. Außerdem sind die oberen und unteren Prämolaren und Molaren von C. e. occidentalis größer als die von C. e. occidentalis.

## Lebensweise
Der Stützbeutler kam im südwestlichen und südöstlichen Australien im Buschland am Rand der Wüste vor. Die Art war ein Allesfresser, ernährte sich jedoch vor allem von Gräsern, Blättern und Wurzeln. Daneben wurden wahrscheinlich auch Heuschrecken, Ameisen und Termiten verzehrt. In menschlicher Obhut gehaltene Exemplare verschmähten kleine Wirbeltiere. Der Stützbeutler war vor allem Nachtaktiv und verbrachte den Tag in Nestern aus Tussockgrass oder in flachen Erdbauten in Sanddünen. Nach Aussagen des deutsch-australischen Zoologen Gerard Krefft (1830–1881) waren es sich träge bewegende Tiere. Aborigines berichteten jedoch, dass sie mit großer Geschwindigkeit fliehen konnten, wenn sie gestört wurden. Über die Fortpflanzung der Art ist nur wenig bekannt. Sie vermehrten sich wahrscheinlich im Mai und Juni und die Weibchen bekamen ein bis zwei Jungtiere pro Wurf.

## Belege
1. 1 2 3 4 5  Kenny J. Travouillon, Bruno F. Simões, Roberto Portela Miguez, Selina Brace, Phillipa Brewer, David Stemmer, Gilbert J. Price, Jonathan Cramb and Julien Louys. 2019. Hidden in Plain Sight: Reassessment of the Pig-footed Bandicoot, Chaeropus ecaudatus (Peramelemorphia, Chaeropodidae), with A Description of A New Species from central Australia, and Use of the Fossil Record to Trace Its Past Distribution. Zootaxa. 4566(1); 1–69. DOI: 10.11646/zootaxa.4566.1.1
2. 1 2  Kristofer M. Helgen und Elizabeth G. Veatch: Recently Extinct Australian Maersupials snd Monotremes. Seite 17 – 31 in Don E. Wilson, Russell A. Mittermeier: Handbook of the Mammals of the World – Volume 5. Monotremes and Marsupials. Lynx Editions, 2015, ISBN 978-84-96553-99-6 (Seite 27 – 28).